# Ethelfleda
Ethelfleda, staroang. Æðelflǣd  (ur. 870, zm. 918) – władczyni Mercji od 911 do 918, zwana „żelazną damą Mercji” (ang. Iron Lady of Mercia). Córka króla Wessexu Alfreda Wielkiego i Ealhswith, żona Aethelreda, władcy Mercji.
Prawdopodobnie już od 902 roku, ze względu na chorobę męża, faktycznie sprawowała władzę w Mercji. Po śmierci Aethelreda oficjalnie przejęła władzę, kontynuowała proces budowy fortów obronnych. W latach 912 do 915 zostało zbudowanych co najmniej dziewięć: Bridgnorth (912), Stafford (913), Tamworth (913), Eddisbury (914), Warwick (914), Chirbury (915) i Runcorn (915). W roku 916 przeszła do ofensywy, atakując w odwecie za zamordowanie mnicha Walię i niszcząc Brecenanmere w hrabstwie Powys. Rok później wojska Ethelfledy odbiły Derby z rąk wikingów.

## W kulturze
- W serialu Upadek królestwa w rolę Ethelfledy wcieliła się Millie Brady[1]